# 徳島えりか
徳島 えりか（とくしま えりか、1988年〈昭和63年〉9月10日 - ）は、日本テレビのアナウンサー。

## 略歴
広島県出身。7歳から15年間クラシック・バレエを習っていた。
女子学院中学校・高等学校、慶應義塾大学法学部政治学科卒業。高校時代は演劇部、大学時代はフットサルサークルに所属していた。
NHKでアルバイトの経験があり、それが日本テレビを受けるきっかけとなった。
2011年入社。同期は、山本紘之。同年7月24日、『真相報道 バンキシャ!』に鈴江奈々の代理として出演し、テレビ初出演。8月6日には『第35回全日本少年サッカー大会決勝戦中継』にて初のリポートを担当。8月20日・8月21日は『24時間テレビ34』の日産スタジアムチャリティーイベントにて司会進行を担当。
2011年9月1日、初のレギュラー番組『ZIP!』に初出演。9月6日には『iCon』で初の番組司会を担当した。
2011年11月27日放送分から松本志のぶに代わり『行列のできる法律相談所』2代目アシスタントを担当。なお、正式な交代に先立ち同年10月16日の2時間半スペシャルで番組に初出演し、10月23日放送分からの5週間は見習いアシスタントという形で松本と2人で番組を進行した。
2011年12月17日放送分から、森麻季に代わり『Going!Sports&News』の2代目女性アシスタントも担当。
2012年のロンドンオリンピック、2014年のソチオリンピック、2016年のリオデジャネイロオリンピック期間中には、日本テレビ系列のオリンピック中継キャスターを務めた関係で、日本民間放送連盟のキャンペーンCMにも出演した。
2017年4月3日より『ZIP!』のニュースキャスターに小熊美香の後任として正式就任。 なおそれ以前にも『ZIP!』には出演しており厳密には復帰した形となる。
2018年8月19日、『行列のできる法律相談所』の生放送内で9月に番組を卒業することを発表した。後任は市來玲奈。
2019年4月、『ZIP!』の4代目女性総合司会に就任。 桝太一が不在時には先頭に立って番組進行の指揮を執る。
2021年1月4日、総合司会を務める『ZIP!』を同年3月をもって桝太一と共に卒業することを番組内で発表。
2021年3月10日、同年4月から片瀬那奈の後任として『シューイチ』の2代目女性総合司会に就任することが発表された。
2021年3月26日、桝と後輩の篠原光と共に『ZIP!』を卒業。
2021年4月4日より、『シューイチ』2代目女性総合司会に就任。
2021年6月10日からは、『news every.』のキャスター（木・金曜担当）に就任。

### 私生活
2018年4月22日に日本テレビ同期入社の男性と結婚し、同年4月24日に『ZIP!』の生放送内で結婚を報告した。
2024年2月4日、自身が担当する『シューイチ』にて第1子の懐妊及び出産予定が初夏の時期であることを明らかにした。7月1日、第1子出産。2025年4月5日、育休からの復帰を報告。

## 人物
身長166 cm。
趣味は映画・舞台鑑賞、旅行。「女子アナ界一のAKB通」を自称し、ファンクラブにも入会している。 推しメンは柏木由紀。
信条は「向き不向きより、前向き」「外柔内剛」。目標は「報道番組でキャスターを務めること」。
大学の同期にEXILE / 三代目 J SOUL BROTHERS from EXILE TRIBEの岩田剛典がおり、岩田も日本テレビのアナウンサー試験を受けていた。
以前『ZIP!』で共演した、後輩の尾崎里紗と共に『名探偵コナン』の大ファンであり、コナン検定の資格を取得（尾崎も同様）。

## 出演番組
太字は出演中

### テレビ番組
- 真相報道 バンキシャ!（2011年7月24日、2012年1月8日）- 鈴江奈々の代理
- ZIP!
  - 水曜日 - 金曜日 SHOWBIZコーナー担当（2011年9月1日 - 2012年6月29日）
  - 馬場典子の代理（2012年5月21日・8月15日 - 17日・11月15日、2013年8月22日・23日）
  - 「MOCO'Sキッチン」ナレーション[注 2]（2012年10月1日 - 2015年3月27日）
  - 小熊美香の代理（2014年7月28日 - 8月1日、2015年6月18日・19日・7月13日 - 17日、2016年3月17日・18日・7月11日 - 15日・11月9日 - 11日）
  - 3代目ニュースキャスター（2017年4月3日 - 2019年3月29日）
  - 4代目女性総合司会（2019年4月1日 - 2021年3月26日）
- 芸人報道（2011年9月26日 - 10月24日）
- 行列のできる法律相談所（2011年10月16日 - 2018年9月30日） - 秘書（アシスタント）
- 新人アナの日進月歩・アナウンサーの日進月歩（2011年10月30日 - 2012年10月21日）
- Going!Sports&News - アシスタント
  - 土・日曜担当（2011年12月17日 - 2014年3月23日）
  - 日曜担当（2014年3月30日 - 2017年3月26日）
- アイドルの穴〜日テレジェニックを探せ!〜（2012年4月 - 6月） - 秘書
- LONDON HEAT〜ロンドン熱視線〜（2012年4月6日 - 7月6日） - ナレーション
- NEWS ZERO
  - 金曜ニュースキャスター（2012年7月6日 - 2013年3月29日）
  - 鈴江奈々の代理（2012年12月10日・11日）
  - 八木早希の代理（2013年9月6日）
  - 山岸舞彩の代理（2015年9月15日）
- スッキリ
  - 石田エレーヌの代理（2012年7月12日・13日）
  - 杉野真実の代理（2014年10月30日・31日）
  - 岩本乃蒼の代理（2015年10月5日 - 9日、2016年9月26日 - 28日）
  - 月曜コーナー「スッキリ!!voice」担当（2016年3月28日 - 2017年3月27日）
  - 森圭介の代理（2016年7月11日・10月24日）
  - 金曜ニュースコーナー担当（2021年4月2日 - 5月28日）
  - 岩田絵里奈の代理[注 3][24]（2022年8月19日）
- NFL倶楽部（2012年9月14日 - 2013年3月1日）
- 日テレアップDate!（2012年10月7日 - 2013年3月30日）
- 世界まる見え!DX特別版（2012年11月 - 2013年3月）
- ミュージックドラゴン（2013年4月5日 - 2015年3月27日） - MC
- 赤丸!スクープ甲子園（2013年4月15日 - 8月5日） - ナレーション
- 深層NEWS（BS日テレ）
  - ニュース・天気担当（2013年9月30日 - 2016年12月23日）
  - 郡司恭子の代理（2022年11月2日）
- ヒルナンデス!（2013年10月17日） - 水卜麻美の代理
- 徳光和夫の週刊ジャイアンツ（日テレG+、2014年1月 - 不明） - アシスタント
- PON!（2015年1月5日 - 9月29日） - 月・火曜MC
- NNNストレイトニュース
  - 森富美の代理（2015年8月26日・27日、2017年5月3日 - 5日）
  - 金曜担当（2021年4月2日 - 5月28日）
- ズームイン!!サタデー（2015年10月10日 ‐ 2017年3月25日） - ニュース担当
- 所さんの目がテン!（2016年2月28日・3月6日） - 後藤晴菜の代理
- The Gift（2017年4月3日 - 2024年3月25日） - ナレーション[2]
- 一撃解明バラエティ ひと目でわかる!!（2019年9月22日、特番初回） - 進行
- 情報ライブ ミヤネ屋（読売テレビ制作、2021年4月2日 - 5月28日、2025年4月11日 - ） - 金曜ニュースコーナー担当
- シューイチ（2021年4月4日 - 2024年3月31日） - 2代目女性総合司会[25][注 4]
- news every. - サブキャスター[2]
  - 木・金曜担当（2021年6月10日 - 2023年3月31日）
  - 月 - 水曜担当（2023年4月3日 - 2024年3月20日）
  - 辻岡義堂の代理（2024年1月11日）
- 体操中継（実況）
- クイズ!あなたは小学5年生より賢いの?（2022年6月3日） - ゲスト（解答者）
- 日テレNEWS24 - キャスター（平日昼枠・不定期）[2]

### 劇場版アニメ
- ルパン三世VS名探偵コナン THE MOVIE（2013年） - アナウンサー役（声の出演）
- ひるね姫〜知らないワタシの物語〜（2017年） - アナウンサー役（声の出演）

### 吹き替え
- ホーム・アローン3（2019年、日本テレビ版）

### 配信ドラマ
- 新解釈・三國志－異聞－（2020年12月12日 - 26日、Hulu） - ナレーター[26]

### ラジオ番組
いずれもラジオ日本制作
- 日テレアナ・ザ・ワールド!（2021年：4月3日・10月16日、2022年：3月26日・8月27日・11月19日・12月25日、2023年：6月3日）
- 青木仁志のトップリーダーと語る「成功の技術」（2022年12月16日 - ） - アシスタント（不定期）[27]

### 他局への出演
- 有田P おもてなす（2018年9月22日、NHK[注 5]）